# 啓新高等学校
啓新高等学校（けいしんこうとがっこう、英: Keishin High School）は、福井県福井市文京（通信制は福井市大手）にある私立高等学校。
以前は福井女子高等学校という女子高であったが、1998年（平成10年）に共学化され、現在の校名となった。

## 設置学科
全日制
- 普通科（下記の4コースに分かれる）
  - 特別進学コース
  - 進学コース
  - アスリートコース（硬式野球部・男女ソフトボール部・女子バスケットボール部）
  - 普通コース（2年次から下記の4系統に分かれる）
    - スポーツ・文化系
    - 保育系
    - 福祉系
    - 情報コミュニケーション系
- 調理科
- ファッションデザイン科
- 情報商業科（※2022年度から募集停止）

通信制
- 普通科（※ホームページ等では通信制課程の学科名表記はない）

## 沿革
- 1927年（昭和2年） - 福井市佐佳枝下町に福井精華女子学園を創設。
- 1949年（昭和24年） - 財団法人福井精華学園に改組。
- 1962年（昭和37年）
  - 4月 - 学校法人福井精華学園となり、福井女子高等学校を開校（家庭課程被服科・食物科設置）。
  - 10月 - 第1号館（旧東校舎）竣工。
- 1963年（昭和38年）11月 - 第2号館（旧南校舎）竣工。
- 1964年（昭和39年）
  - 3月 - 調理実習室竣工。
  - 12月 - 第3号館（旧西校舎）竣工。
- 1965年（昭和40年）
  - 3月 - 体育館竣工。
  - 4月 - 学園のシンボルとして聖観世音菩薩像を建立。
  - 5月 - 聖観世音菩薩像開眼供養式典挙行。
- 1966年（昭和41年）
  - 8月 - 福井市上里地区に25ｍプール完成。
  - 12月 - 第4号館竣工。
- 1967年（昭和42年）4月 - 普通科設置。
- 1968年（昭和43年）
  - 2月 - 本館（鉄筋コンクリート造り、地下1階、地上4階建て）竣工。
  - 6月 - 厚生省より調理師養成施設としての認可を受ける。
  - 11月 - 寄宿舎3棟竣工。
- 1971年（昭和46年）4月 - 商業科設置。
- 1974年（昭和49年）4月 - 普通科に進学コース設置。
- 1976年（昭和51年）4月 - 被服科を家政科に改称。第6号館竣工。
- 1978年（昭和53年）3月 - 第1号館を増改築（鉄筋4階）。
- 1982年（昭和57年）4月 - 建学の精神「真・善・美」、「行学一路」石碑建立。
- 1983年（昭和58年）
  - 4月 - 普通科に特別進学コース設置。
  - 6月 - 第3号館竣工。
- 1986年（昭和61年）
  - 4月 - 商業科に秘書コース設置。
  - 12月 - 記念体育館竣工。
- 1987年（昭和62年）
  - 3月 - 記念体育館落成式典挙行。
- 1988年（昭和63年）12月 - 第2号館竣工。
- 1990年（平成2年）4月 - 家政科被服コースを服飾デザインコースに、家政コースを生活経営コースに改称。
- 1992年（平成4年）
  - 4月 - 商業科商業コースを情報商業コースに改称。
  - 10月 - 学園創立65周年・高校開学30周年記念事業として学校周辺環境を緑化整備実施。
- 1993年（平成5年）
  - 4月 - 学校5日制第2・第4土曜日休業実施。
  - 8月 - 第4号館内部改修。
- 1994年（平成6年）7月 - グラウンド拡張整備。
- 1996年（平成8年）
  - 4月 - 福祉科設置、商業科秘書コースを情報秘書コースに改称。
  - 8月 - 校地拡張。
- 1997年（平成9年）
  - 1月 - 第5号館竣工、情報処理実習室2室新設。
  - 3月 - 第1号館内部改修。
- 1998年（平成10年）
  - 4月 - 福井女子高等学校から啓新高等学校に校名変更し、男女共学となる。コース制を廃止し、普通科・情報商業科・生活文化科・食物科・福祉科の5学科に改編。
  - 5月 - 校地・グラウンド拡張整備。
- 1999年（平成11年）3月 - 啓新高等学校校歌発表。
- 2001年（平成13年）
  - 4月 - 食物科を調理科に改称。
  - 6月 - テニスコート3面・ハンドボールコート1面整備。
  - 7月 - 全教室冷房完備。
- 2002年（平成14年）
  - 8月 - 第1調理実習室及び試食室を全面改修。
  - 10月 - 全国高等学校長協会家庭部会食物科・調理科高等学校長会、第22回総会並びに学科主任研究協議会福井大会を本校にて開催。
  - 12月 - 校内放送設備全面改修。
- 2004年（平成16年）7月 - 新駐輪場完成（旧6号館跡）。
- 2005年（平成17年）7月 - 校内LAN設置。
- 2006年（平成18年）4月 - 学校完全5日制実施。
- 2008年（平成20年）9月 - グラウンド拡張整備（全面人工芝・照明灯設置）。
- 2009年（平成21年）1月 - 第6号館竣工、調理棟新設（集団調理室・試食室・教室）。
- 2012年（平成24年）
  - 2月 - 第4号館竣工。
  - 9月 - 屋内練習場竣工。
- 2013年（平成25年）4月 - 福祉科廃止、生活文化科をファッションデザイン科に改称、通信制課程設置。
- 2014年（平成26年）3月 - 野球部寮竣工、野球部グラウンド整備。
- 2015年（平成27年）9月 - 駐輪場増設。
- 2016年（平成28年）
  - 3月 - 生活文化科廃止。
  - 8月 - 3号館生徒玄関改修。
- 2017年（平成29年）
  - 3月 - 第1体育館竣工。
  - 9月 - 駐輪場増設・アプローチロード設置。
- 2019年（平成31年／令和元年）3月 - 硬式野球部が第91回選抜高等学校野球大会に初出場し、甲子園初勝利を挙げる[1]。
- 2020年（令和2年）4月 - 普通科にアスリートコース設置、普通科進学コースの併願を廃止して専願のみに変更[2]。
- 2021年（令和3年）
  - 3月 - 本館移転建替新築。
  - 10月 - 生徒玄関移転新築、校門・屋外スペースなど校舎周辺整備。
- 2022年（令和4年）
  - 1月 - 全校舎トイレ洋式化・乾式化完了、校舎内全照明のLED化完了。
  - 4月 - 情報商業科を募集停止し、普通科普通コースに情報コミュニケーション系を設置。
  - 8月 - 2号館・3号館・5号館・第2体育館全面改修。

## 部活動
硬式野球部は2019年春（第91回）に甲子園出場。
- 運動部 - ★硬式野球（男）、★ソフトボール（男・女）、★サッカー（男）、★剣道（男・女）、★少林寺拳法（男・女）、★バレーボール（男・女）、★水泳（男・女）、★卓球（男・女）、★駅伝（男・女）、★ハンドボール（男・女）、★テニス（男・女）、★ソフトテニス（男・女）、★バスケットボール（男・女）、★空手道（男・女）
- 文化部 - ★吹奏楽、演劇、日本音楽、そば、手話、インターアクトクラブ・JRC、美術、ダンス、放送、書道、イラスト、茶道
- 同好会（運動系） - バドミントン（男・女）
- 同好会（文化系） - 技能五輪課題練習会、文芸・小論文研究

★は強化指定部

## 校歌
- 作詞：正津勉、作曲：谷川賢作

## アクセス
- 京福バス 20・21系統（幾久・新田塚線）「啓新高校前」バス停留所。
- えちぜん鉄道三国芦原線 福大前西福井駅 徒歩約5分。

## 所在地

### 本校（全日制課程）
〒910-0017　福井県福井市文京4-15-1

### 大手学習センター（通信制課程）
〒910-0005　福井県福井市大手3-1-1
交通アクセス：福井駅　西口から約350 m。

## 著名な出身者
- 美城れん - 元宝塚歌劇団専科男役
- 黒川万由美 - 声優
- 鹿沼憂妃 - ファッションモデル、タレント、女優
- 本田響矢 - 俳優
- 牧丈一郎 - プロ野球選手
- 長久玲奈 - 元AKB48チーム8、シンガーソングライター
- 奥田彩友 - アイドル、SWEET STEADY